# Derobrachus chemsaki
Derobrachus chemsaki là một loài bọ cánh cứng trong họ Cerambycidae.